# Augustinus Gabel
Augustinus Gabel (* 1857 in Saratow, Russisches Kaiserreich; † nach 1930 in der Sowjetunion) war ein deutsch-russischer römisch-katholischer Geistlicher und Märtyrer. 

## Leben
Augustinus Gabel stammte aus einer wolgadeutschen Familie im Bistum Tiraspol. Er studierte Theologie am Priesterseminar Saratow und wurde am 10. Januar 1882 zum Priester geweiht. Die Stationen seines seelsorglichen Wirkens waren Kamenka, Perekop (Krim), Semjonowka (Kuban), Marienfeld (1901–1904), Schuck/Grjasnowatka, Großwerder und Römmler/Luzern. 1930 wurde er verhaftet und verurteilt. Seitdem ist er verschollen.

## Gedenken
Die Römisch-katholische Kirche in Deutschland nahm Pfarrer Augustinus Gabel als Märtyrer in das deutsche Martyrologium des 20. Jahrhunderts auf.